# Aeroportul La Réunion–Roland Garros
Aeroportul Roland Garros (IATA: RUN, ICAO: FMEE) este un aeroport din Sainte-Marie⁠(d), Réunion, Franța ce deservește zona Saint-Denis. Aeroportul a fost tranzitat în 2022 de 2.345.161 de pasageri. A fost deschis în 26 noiembrie 1929 și numit după Réunion.
Situat la o altitudine de 20 m, aeroportul dispune de 2 piste.

## Infrastructură

### Piste
Aeroportul dispune de 2 piste. Pista 12/30 are suprafața de asfalt și dimensiunile 3.200 m × 45 m. Pista 14/32 are suprafața de asfalt și dimensiunile 2.670 m × 45 m. 